# Pandoro
Il pandoro è un pane dolce italiano, originario di Verona e tradizionalmente consumato durante il periodo natalizio. Viene spesso servito spolverato con zucchero a velo all'odore di vaniglia, in modo da farlo assomigliare alle cime delle Alpi innevate durante il Natale.
È uno dei dolci natalizi più tipici in Italia. Il suo nome e le sue origini sono da attribuire a Domenico Melegatti.

## Descrizione
La pasta è soffice e di colore dorato, per la presenza delle uova, e profuma di vaniglia. La forma è a tronco, con rilievi a forma di stella, solitamente a otto punte. Fra gli ingredienti principali vi sono farina, zucchero, uova, burro, burro di cacao e lievito. La tecnica di preparazione è comunque complessa prevedendo molte fasi di lavorazione. 
Il pandoro tradizionale, a differenza del panettone, non viene guarnito internamente con creme, canditi o uvette, ma solo con una spolverata di zucchero a velo.

## Storia

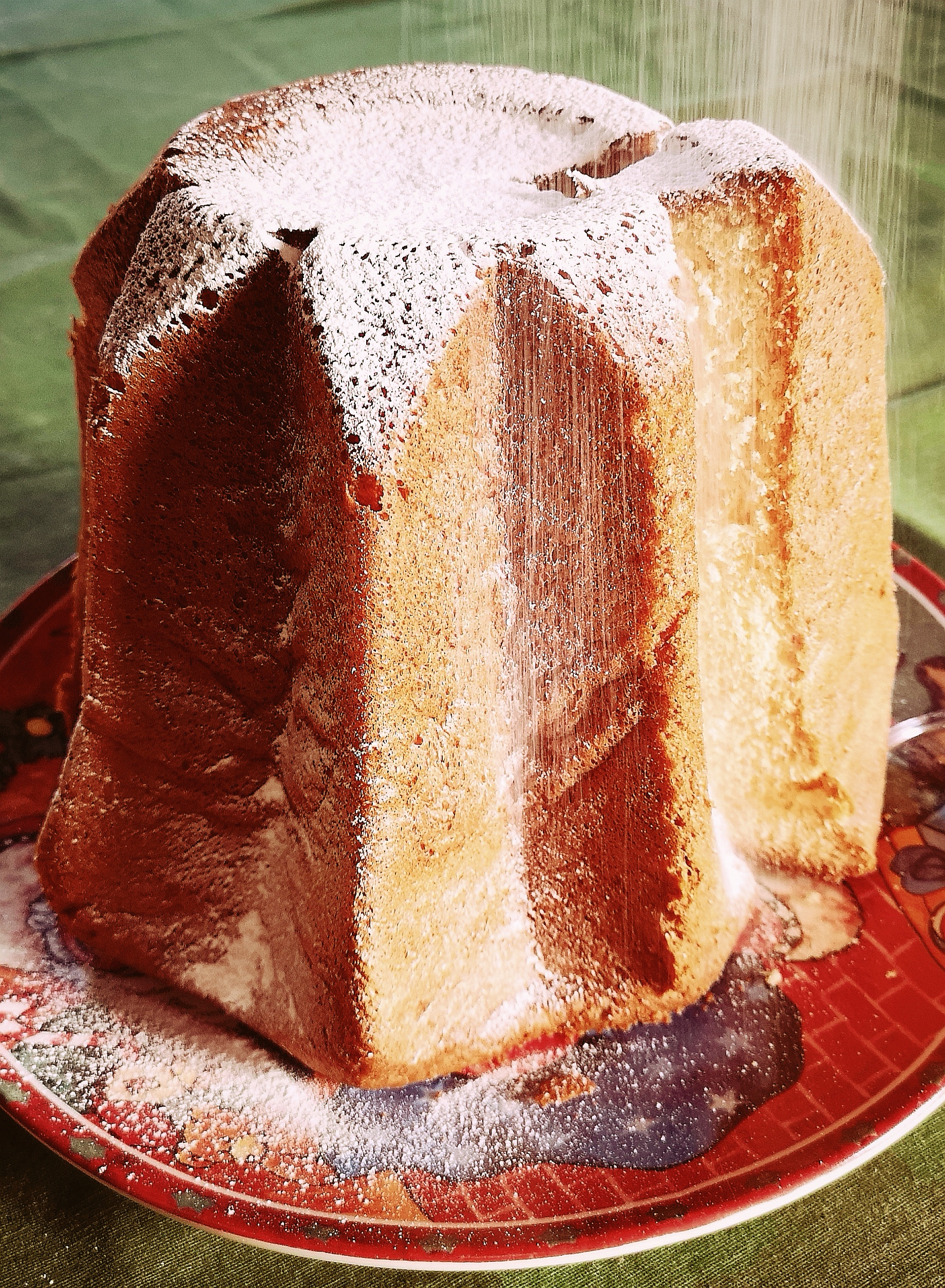
Un pandoro affettato

La storia del pandoro inizia il 14 ottobre 1894, giorno in cui Domenico Melegatti, fondatore dell'omonima industria dolciaria veronese, depositò all'ufficio brevetti un dolce morbido e dal caratteristico corpo a forma di stella a otto punte, opera dell'artista Angelo Dall'Oca Bianca, pittore impressionista. La sua ricetta era frutto di una rielaborazione del levà, un dolce con granella di zucchero e mandorle originario di Verona, al quale Melegatti rimosse la copertura e aggiunse burro e uova nell'impasto.
Il dolce ebbe così fortuna che diversi imitatori locali tentarono di ricrearlo; l'imprenditore veronese mise in palio mille lire (che all'epoca corrispondevano a circa 5.000 euro) che avrebbe vinto chiunque fosse riuscito ad eguagliare la sua ricetta. Nonostante ciò, nessuno riuscì ad ottenere il premio.
Il pandoro è oggi il dolce natalizio italiano più consumato assieme al panettone.
Con il tempo le case produttrici hanno cercato di differenziare la propria offerta, inventando o riutilizzando particolari ricette, ed è oggi possibile quindi gustare il pandoro in diverse versioni, per esempio farcito con crema pasticcera o chantilly o ricoperto da uno strato di cioccolato.